# وید الیوت
وِید الیوت (انگلیسی: Wade Elliott؛ زادهٔ ۱۴ دسامبر ۱۹۷۸) بازیکن فوتبال اهل بریتانیا است.